# O Tambor
Die Blechtrommel é um romance de crítica social publicado em 1959 pelo intelectual e escritor alemão Günter Grass (ou Günter Graß).

## Enredo
O livro conta toda a história da vida de Oskar, um interno de um hospício que narra a história, nascido na cidade livre de Dantzig que tendo origem cassubiana vive toda uma trama que expressa uma acirrada crítica social da pequena burguesia da época.
Oskar deseja não crescer e de fato vive muitos anos tendo o corpo de um menino de três anos de idade. Alguns trechos denotam forte crítica a sociedade como, por exemplo, a voz vitrícida que derrubava os vidros ou furava o suficiente a superfície para que fosse possível a prática de um roubo e que não consegue destruír os vitrais da Igreja do Sagrado Coração de Jesus, sendo talvez uma forma de expressar que na época a influência da Igreja era muito grande e que nenhuma tentativa conseguia derrubá-la.
A narrativa acelerada leva o leitor a um estado de euforia e ânsia por continuar a leitura, principalmente em partes em que ele descreve o cerco a sede do correio polonês ou a decadência da vida de um músico que tinha mudado de vida para se tornar um SA.
Toda a história é narrada pelo Oskar interno em um hospício sempre contando o que os seus visitantes, seu enfermeiro ou ele mesmo acha da história descrita. O tambor é um símbolo bem enigmático sendo polimorfo nas ideias e metáforas que exprime.
No romance Oskar se confunde com o tambor, expressando a este como se fosse a si ou se descrevendo como se fosse o tambor.
A História parece ser baseada na vida do próprio escritor, tendo Oskar a mesma origem materna casúbia que Grass, vivendo na mesma cidade de Dantzig e também sendo filho de donos de mercearia.

## Personagens
- Oskar

Personagem que narra o romance já descrito acima.
- Bruno Münsterberg

O Enfermeiro que observa e trata de Oskar, solteiro sempre recebe estímulos de Oskar para iniciar a vida amorosa, como na compra de papel em que Oskar manda ele pronunciar a frase: "Ih, Bruno, você me compraria quinhentas folhas de papel virgem? - Ele, olhando para o teto(...) replicou: - De papel branco, sr Oskar?" e insiste até que ele compra fazendo a solicitação conforme ordenado e com isso inicia uma conversação com a vendedora.
- Anna Bronski

Avó de Oskar, tem suas quatro sais bem narradas sendo o interior dela onde seu avô se refugiou quando era fugitivo e onde Oskar gostava de ficar. Em baixo das saias de sua avó (não são anáguas, Oskar deixa claro que são quatro saias mesmo) ele se refugia e sente o cheiro de manteiga e encontra um ambiente rançoso.
- Joseph Koljaiczek

Avô de Oskar, incendiário foragido se esconde e adota a identidade de Wranka e viveu com sua avó.
- Alfred Matzerath

O pai de Oskar apesar da desconfiança de que ele seja filho de Jan. É um exemplo das pessoas que deram força a Adolf Hitler.
- Jan Bronski

Suposto pai de Oskar ele tem um caso extraconjugal com a mãe de Oskar.

## A trilogia
O Tambor inicia a trilogia seguido da novela Katz und Maus e Hundejahre.
Katz und Maus retrata e analisa a juventude de classe média baixa de Danzig.
Hundejahre exibe crimes nazistas e a prosperidade germânica nos anos que se seguiram à guerra.